# Irish Albums Chart
Irish Albums Chart — ірландський чарт популярності альбомів. Правильність позицій контролюється «IRMA», виходить щотижня. У наш час[коли?] всі головні магазини, які офіційно продають альбоми, і більш ніж 40 звукозаписних компаній, надають інформація про продажі альбомів для правильного рішення щодо позиції на чарті. Щоп’ятниці опівдні «IRMA» публікує оновлену версію чарту.
Чарт має 100 позицій, хоча публікується лише 75 позицій.